# Policordia subrotundata
Policordia subrotundata is een tweekleppigensoort uit de familie van de Lyonsiellidae. De wetenschappelijke naam van de soort is voor het eerst geldig gepubliceerd in 1977 door Ivanova.